# Lübecker Rat 1533
Der Rat der Hansestadt Lübeck im Jahr 1533, dem Höhepunkt der Wullenwever-Zeit in Lübeck.

## Lübeck 1533
Im Jahr 1533 wurde der Rat der Hansestadt Lübeck erneut ergänzt. Der Tod des 1531 aus dem 64-er Bürgerausschuss erhobenen Bürgermeisters Gottschalck Lunte und der mit seinem Alter begründete Rückzug von Mattheus Packebusch machte die Neuwahl zweier Bürgermeister notwendig. Zusätzlich zu mehreren Todesfällen hatte sich der Rat durch den Austritt mehrerer der 1531 in den Rat gekommenen Bürgerausschussmitglieder, die Wullenwevers Politik nicht mehr mittrugen, verkleinert. Zudem wollte Jürgen Wullenwever der wachsenden Opposition gegen seine zunehmend aggressive Außenpolitik entgegenwirken. Im Februar 1533 wurden daher erneut ratsfähige Ausschussmitglieder in den Rat erhoben. Durch diese Neuwahl gelangt Wullenwever selbst in den Rat und wurde sofort Bürgermeister. Zudem errief er sich erneut auf das vorgebliche Mandat des Stadtgründers Heinrich des Löwen, nach dem von den 24 Ratsmitgliedern immer ein Drittel von seinen Amtspflichten ruhen solle. Er legte es so aus, dass die ältesten acht Ratsherren gezwungen wurden, sich zurückzuziehen. 1534 wurden sie für einige Monate ganz aus dem Rat ausgeschlossen.

## Bürgermeister

### Im Exil
- Nikolaus Brömse, seit 1520, Mitglied der Zirkelgesellschaft seit 1508. 1521 am Hof Karl V., wohin er 1531 floh und zum Ritter geschlagen wurde; 1535 kehrte er zurück und nahm 1536 an den Friedensgesprächen mit Christian III. in Hamburg und am Verhör von Jürgen Wullenwever in Braunschweig teil; 1540 Vorsitz auf dem Hansetag in Lübeck
- Hermann Plönnies, seit 1529. Floh mit Nikolaus Brömse 1531 aus der Stadt. Gestorben 1533 in Münster.

### In Lübeck
- Joachim Gercken, seit 1531
- Gotthard III. von Hoeveln, seit 1531
- Jürgen Wullenwever, seit 1533
- Ludwig Taschenmaker, seit 1533

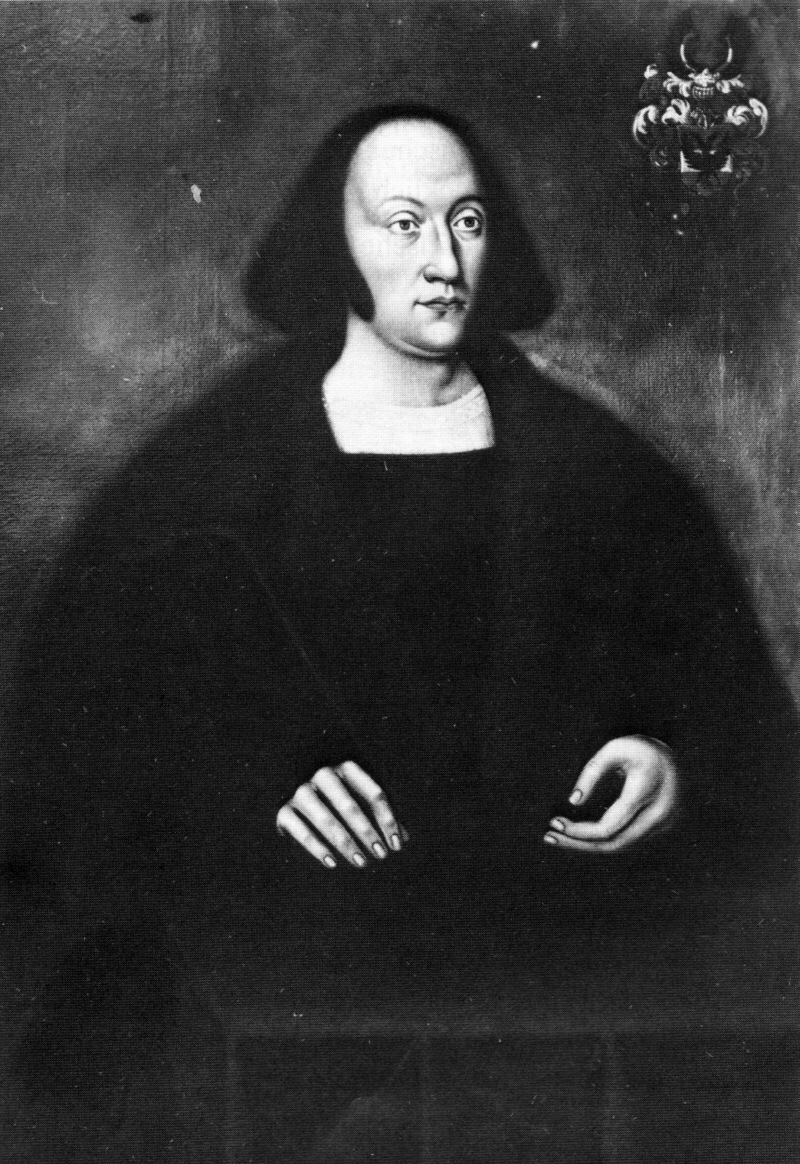
Nikolaus Brömse
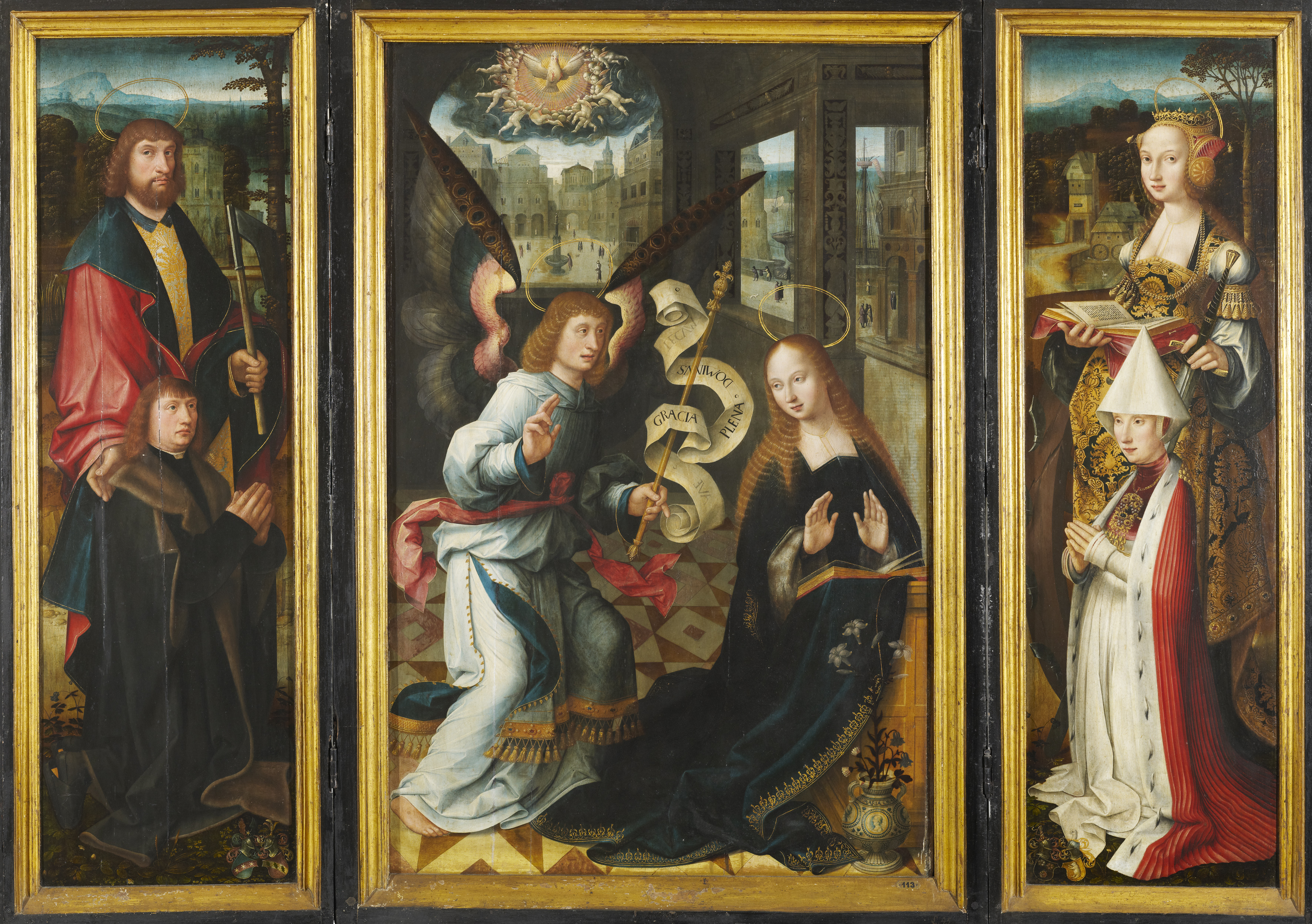
Hermann und Ida Plönnies auf dem Verkündigungsaltar des Jacob van Utrecht
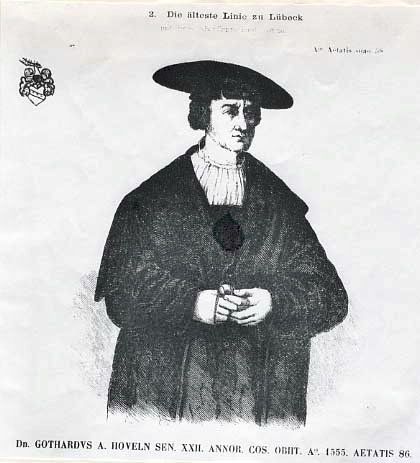
Gotthard von Hoeveln (1468–1555)
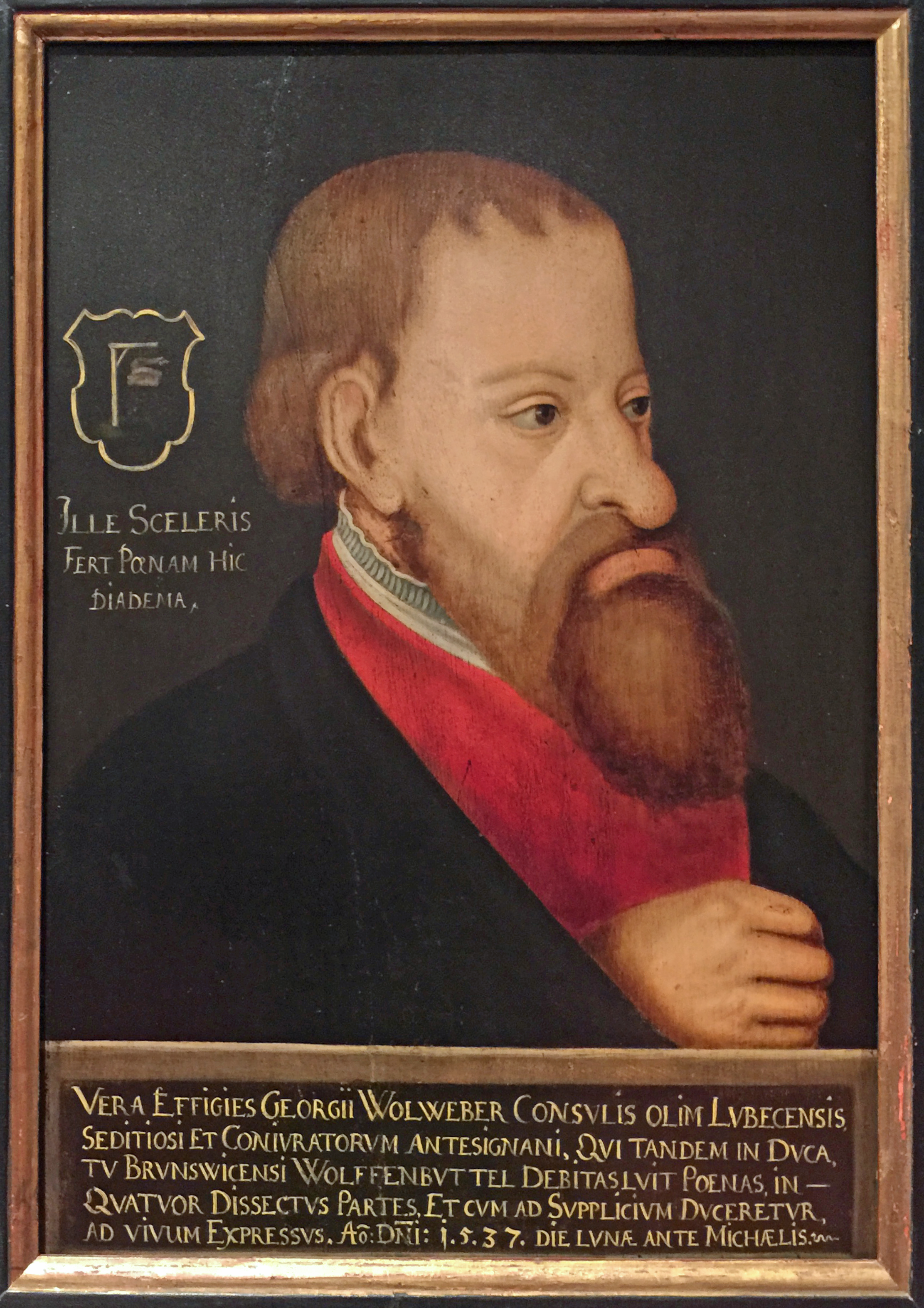
Spott-Portrait Jürgen Wullenwevers

## Ratsherren
| Name und Lebensdaten               | Ratslinie Nr. | Eintritt in den Rat     | Besonderheiten und Anmerkungen                                                                              | Abbildung |
| Berthold Kerkring († 1534)         | 583           | 1500                    | Zirkelgesellschaft. 1524–1530 Amtmann in Bergedorf                                                          |           |
| Hinrich Kerckring (* 1479; † 1540) | 609           | 1518                    | Zur Geschichte des von Jacob van Utrecht gemalten Altars mit dem Stifterbild Hinrich Kerckrings siehe dort. |           |
| Konrad Wibbeking                   | 614           | 1522                    | |           |
| Nikolaus Bardewik (* 1506; † 1560) | 618           | 1527                    | 1544 Bürgermeister                                                                                          |           |
| Hermann Schutte                    | 619           | 1528                    | |           |
| Anton von Stiten († 1564)          | 620           | 1528                    | 1540 Bürgermeister                                                                                          |           |
| Gerhard von Lenten                 | 621           | 1528                    | Gestorben 1533.                                                                                             |           |
| David Divessen (Ratsherr) (Divitz) | 622           | 1528                    | Gestorben 1533.                                                                                             |           |
| Johann Stolterfoht                 | 623           | 1530                    | |           |
| Hinrich Castorp (Ratsherr)         | 624           | 1530                    | |           |
| Konrad von Riden                   | 626           | 1530                    | |           |
| Godeke Engelstede                  | 628           | 1531–1535               | Von den Bürgern aus den Reihen der 64er gewählt.                                                            |           |
| Gerhard Odingborg                  | 629           | 1531–1535               | 64er |           |
| Joachim Grammendorp                | 630           | 1531–1533               | 64er. Anfang 1533 aus dem Rat ausgetreten.                                                                  |           |
| Goswin Bütepage                    | 631           | 1531–1535               | 64er |           |
| Johann Bussmann                    | 632           | 1531–1533               | 64er. Anfang 1533 aus dem Rat ausgetreten.                                                                  |           |
| Heinrich Cordes                    | 633           | 1531–1533               | Revalfahrer. Anfang 1533 aus dem Rat ausgetreten.                                                           |           |
| Karsten Timmermann                 | 634           | 1531–1533 und 1535–1542 | 64er. Anfang 1533 aus dem Rat ausgetreten und 1535 erneut gewählt.                                          |           |
| Heinrich Reinhusen                 | 635           | 1531–1535               | 64er |           |
| Johann Sengestake                  | 638           | 1533–1535               | 64er. Befehlshaber auf der Flotte 1533.                                                                     |           |
| Helmeke Dannemann                  | 639           | 1533–1535               | 64er. |           |
| Johann von Elpen                   | 640           | 1533–1535               | 64er. |           |
| Eberhard Störtelberg               | 641           | 1533–1535 und 1541–1549 | 64er. 1545 Bürgermeister                                                                                    |           |
| Tile Tegetmeier                    | 642           | 1533–1535               | 64er. † 1547                                                                                                |           |
| Albrecht Klever                    | 643           | 1533–1535 und 1537–1565 | 64er. 1533 Befehlshaber der Flotte. Kämmereiherr 1556–1561.                                                 |           |